# Bratislavský chlapecký sbor
Bratislavský chlapecký sbor, zkráceně BCHZ (ze slovenského Bratislavský chlapčenský zbor) je slovenský pěvecký sbor, který vede jeho zakladatelka Mgr. art. Magdaléna Rovňáková, ArtD. Kvalitu vokálního projevu zpěváků pozitivně ovlivňuje hlasová pedagožka a sólistka Darina Tóthová. Se sborem spolupracuje také klavíristka Mgr. art. Dana Hajóssy a asistentka Mgr. art. Gabriela Bernathová.

## Historie
BCHZ vznikl v roce 1982, v současnosti je součástí Soukromé umělecké školy, sbor navštěvuje přibližně 80 chlapců ve věku od 7 do 26 let. Koncertní část má přibližně 50 členů, zbytek tvoří přípravnou skupinu. Sbor účinkoval s mnohými sólisty jako např. Peter Dvorský, Jozef Kundlák, Peter Mikuláš, či s popovými zpěváky Vašo Patejdlem, Peterem Nagym, Jožo Rážem, Helenou Vondráčkovou, Lucií Bílou, a se skupinami jako Hex, No Name a Margot.
Sbor zpívá v různých jazycích, například latina, italština, francouzština, němčina, angličtina, slovenština a japonština, pod vedením různých světoznámých dirigentů (Lenárd, Slovák, Dohnányi, Pešek, Rahbari, Parrot, Hopkins, Muti a jiní).
Největšího úspěchu sbor dosáhl v USA v roce 1995, kde vyhrál celosvětovou sborovou soutěž. Sbor také spolupracuje se Slovenskou Filharmonií, Musicou Aeternou, Operu SND, či se Sborom SRo.
Sbor navštívil USA, Kanada, Japonsko, Izrael, Finsko, Německo, Velká Británie, Španělsko a jiné země.
Sbor má Mg, LP desky a také sedm vydaných CD-disků. Sbor každoročně uspořádává konkurz na hledání nových nadějných zpěváků.